# Francesc Soler i Jovés
Francesc Soler i Jovés (1863 - 1932) fou un metge manresà que ocupà el càrrec de director de l'Hospital de Sant Andreu i fou vocal de la Junta de Govern d'aquesta institució sanitària. També va ser el primer director de l'Institut de Segona Ensenyança (actual Lluís de Peguera).
Fou el pare del també metge i cirurgià Joan Soler i Cornet.